# Tmarus hystrix
Tmarus hystrix är en spindelart som beskrevs av Lodovico di Caporiacco 1954. Tmarus hystrix ingår i släktet Tmarus och familjen krabbspindlar.
Artens utbredningsområde är Franska Guyana. Inga underarter finns listade i Catalogue of Life.